# 亞歷山大·巴赫曼
亞歷山大·巴赫曼（Alexander Bachmann，1994年7月19日—）是一名德國男子跆拳道運動員。他曾經獲得2017年世界跆拳道錦標賽男子87公斤級金牌。妻子為跆拳道運動員拉比雅·古勒茨。

## 外部連結
- TaekwondoData.com （页面存档备份，存于）